# Губно-зубной одноударный согласный
Губно-зубной одноударный согласный — согласный звук, встречающийся в основном в языках Центральной Африки, таких как мангбету и кера.

## Символ
В 2005 году Международная фонетическая ассоциация, проголосовала за включение губно-зубного одноударного согласного в Международный фонетический алфавит. Для обозначения этого звука и выбрала букву ⟨ⱱ⟩ с правым хуком, то есть комбинацию букв ⟨v⟩ и ⟨ɾ⟩ . Знак присутствует в юникоде начиная с версии 5.1.0.

## Свойства
- Этот звук является одноударным, что обычно означает, что он производится одним сокращением мышц, так что язык вступает в очень короткий контакт. В данном случае губно-зубной согласный производится однократным соприкосновением зубов с нижней губой.
- Его звучание звонкие, что означает вибрацию голосовых связок во время артикуляции.
- Это устный согласный, что означает, что воздух может выходить только через рот.
- Поскольку звук не производится потоком воздуха над языком, центрально-латеральная дихотомия неприменима.
- Механизм воздушного потока является легочным, что означает, что он артикулируется путем выталкивания воздуха исключительно легкими и диафрагмой, как и в большинстве звуков.

## Примеры
Губно-зубной одноударный встречается в основном в Центральной Африке, в нескольких сотнях языков чадской семьи (марги, тера), убангийской (нгбака, мабо, сера), мбум (каре), центрально-суданской (мангбету, креш) и бантоид (нгве, некоторые диалекты шона). Он чрезвычайно редко встречается за пределами Африки.
| Язык     | МФА     | Значение          |
| -------- | ------- | ----------------- |
| Сика     | [ⱱoti]  | Я стою            |
| Бана     | [ɡeⱱin] | Рыболовный крючок |
| Мангбету | [taⱱa]  | Десять            |